# Дроняево (Курчатовский район)
Дроняево — село в Курчатовском районе Курской области. Входит в Макаровский сельсовет.

## География
Село находится в бассейне Сейма, в 40 км западнее Курска, в 7 км севернее районного центра — города Курчатов, в 7 км от центра сельсовета — Макаровка.
Климат
В селе Дроняево умеренный (влажный) континентальный климат без сухого сезона с тёплым летом (Dfb в классификации Кёппена).
| Показатель                                                                   | Янв. | Фев. | Март | Апр. | Май  | Июнь | Июль | Авг. | Сен. | Окт. | Нояб. | Дек. | Год  |
| ---------------------------------------------------------------------------- | ---- | ---- | ---- | ---- | ---- | ---- | ---- | ---- | ---- | ---- | ----- | ---- | ---- |
| Средний суточный максимум, °C                                                | −4   | −3   | 2,9  | 13,1 | 19,4 | 22,6 | 25,2 | 24,5 | 18,2 | 10,6 | 3,4   | −1,1 | 11,0 |
| Средняя температура, °C                                                      | −6,1 | −5,6 | −0,7 | 8,3  | 14,7 | 18,3 | 20,9 | 20   | 14   | 7,3  | 1,2   | −3,1 | 7,4  |
| Средний суточный минимум, °C                                                 | −8,5 | −8,6 | −4,8 | 2,8  | 9,1  | 13   | 15,8 | 14,9 | 9,8  | 4    | −1,1  | −5,3 | 3,4  |
| Норма осадков, мм                                                            | 51   | 45   | 48   | 51   | 63   | 71   | 76   | 55   | 58   | 58   | 48    | 49   | 673  |
| Источник: Погода по месяцам c ru.climate-data.org(дата обращения: Июнь 2021) |      |      |      |      |      |      |      |      |      |      |       |      |      |

## История
Местные жители издавна занимались гончарным производством.

## Население
| 2002 | 2010 |
| ---- | ---- |
| 403  | ↘289 |

## Инфраструктура
Личное подсобное хозяйство.

## Транспорт
Дроняево находится в 31 км от федеральной автодороги М2 «Крым», в 6 км от автодороги регионального значения 38К-017 (Курск — Льгов — Рыльск — граница с Украиной), в 2 км от автодороги межмуниципального значения 38Н-362 (38К-017 — Николаевка — Ширково), на автодороге 38Н-364 (38Н-362 — Дроняево), в 6 км от ближайшего ж/д остановочного пункта Курчатов (линия Льгов I — Курск).

## Достопримечательности
- Братская могила